# Tatjana Wladimirowna Bakaltschuk

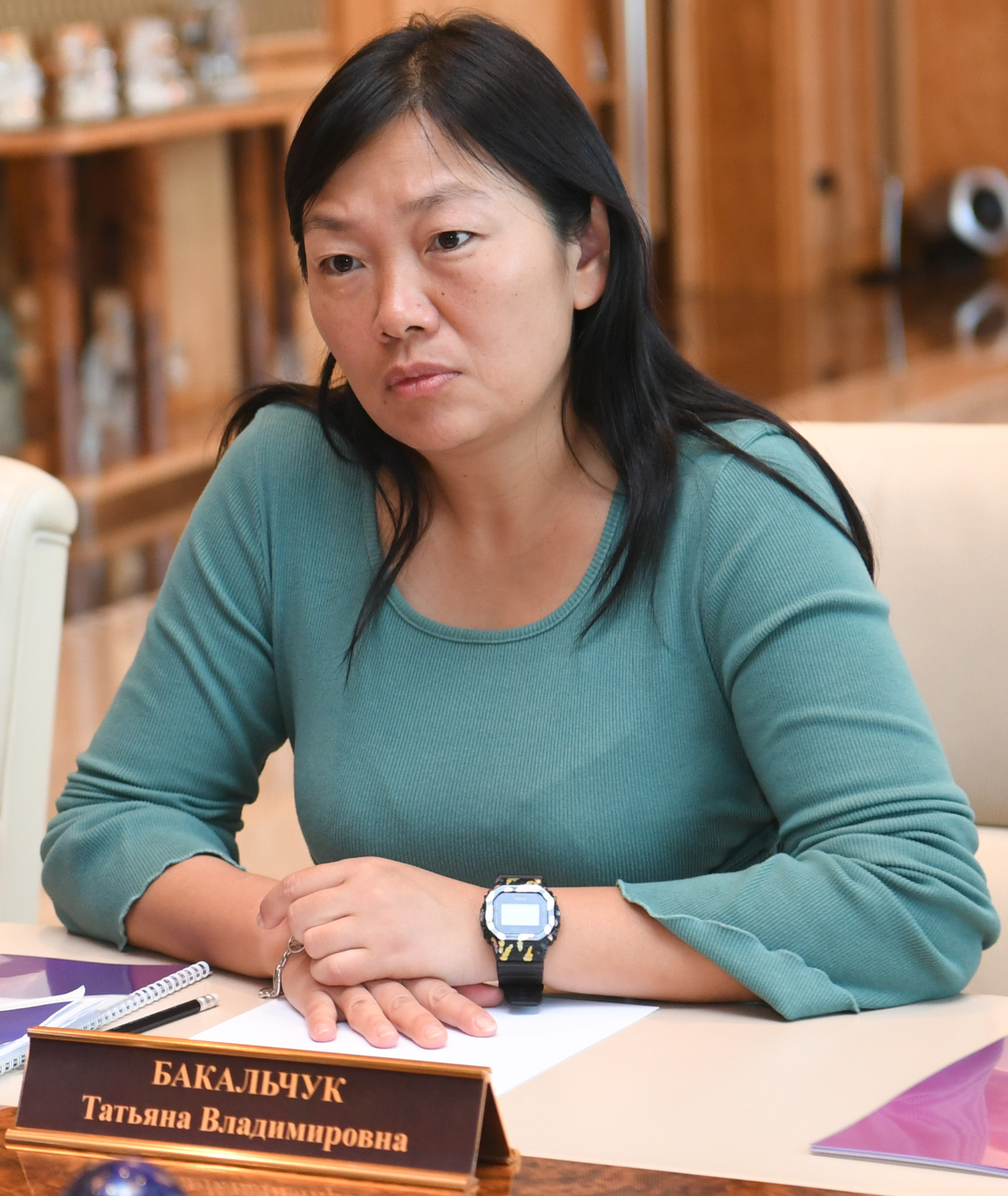
Tatjana Bakaltschuk (2024)

Tatjana Wladimirowna Kim, zeitweilig Tatjana Wladimirowna Bakaltschuk (russisch Татьяна Владимировна Бакальчук, Geburtsname Kim; * 16. Oktober 1975 in Oblast Moskau) ist eine russische Unternehmerin. Sie ist die Gründerin und Geschäftsführerin des Onlineversandhändlers Wildberries. Ihr Vermögen wurde Anfang 2021 von Forbes auf 13 Milliarden US-Dollar geschätzt, womit sie die reichste Frau Russlands sowie die erste Selfmade-Milliardärin ist.

## Leben
Bakaltschuk gehört der ethnischen Minderheit der Korjo-Saram (Russlandkoreaner) an. Sie studierte an der Universität Kolomna und begann danach als Englischlehrerin zu arbeiten. Im Jahr 2004, im Alter von 28 Jahren, gründete sie Wildberries im Mutterschaftsurlaub aus ihrer Moskauer Wohnung mit ihren Ersparnissen von 700 US-Dollar. Im Jahr 2019 wurde der Wert des Unternehmens auf eine Milliarde US-Dollar geschätzt, was Bakaltschuk nach Jelena Baturina zur zweiten Frau in Russland machte, die Milliardärin wurde.
Bakaltschuk ist Mutter von sieben Kindern und war mit Wladislaw Bakaltschuk verheiratet. 2024 kam es zur Scheidung. Wegen Korruption und der Wichtigkeit des Zahlungssystems des Unternehmens (zur Umgehung von SWIFT) mischte sich die Politik ein. Im September 2024 ereignete sich im Hauptquartier von Wildberries in Moskau ein tödlicher Zwischenfall. Es war zu einem Schusswechsel zwischen Wachleuten und bewaffneten Angreifern gekommen. Neben Bakaltschuks Ex-Mann Wladislaw ist indirekt auch der tschetschenische Präsident Ramsan Kadyrow in den gewaltsamen Vorfall verstrickt gewesen. Hintergrund ist ein Machtkampf um die Rechte an dem Konzern.